# Streptocarpus longiflorus
Streptocarpus longiflorus är en tvåhjärtbladig växtart som först beskrevs av Olive Mary Hilliard och Brian Laurence Burtt, och fick sitt nu gällande namn av T. Edwards. Streptocarpus longiflorus ingår i släktet Streptocarpus och familjen Gesneriaceae. Inga underarter finns listade i Catalogue of Life.